# Actebia
Actebia là một chi bướm đêm thuộc họ Noctuidae.

## Loài
- Actebia fennica – Eversmann's Rustic, Black Army Cutworm
- Actebia praecox – Portland Moth

Subgenus Protexarnis
- Actebia balanitis
- Actebia squalida (Guenée, 1852)
- Actebia opisoleuca

## Hình ảnh

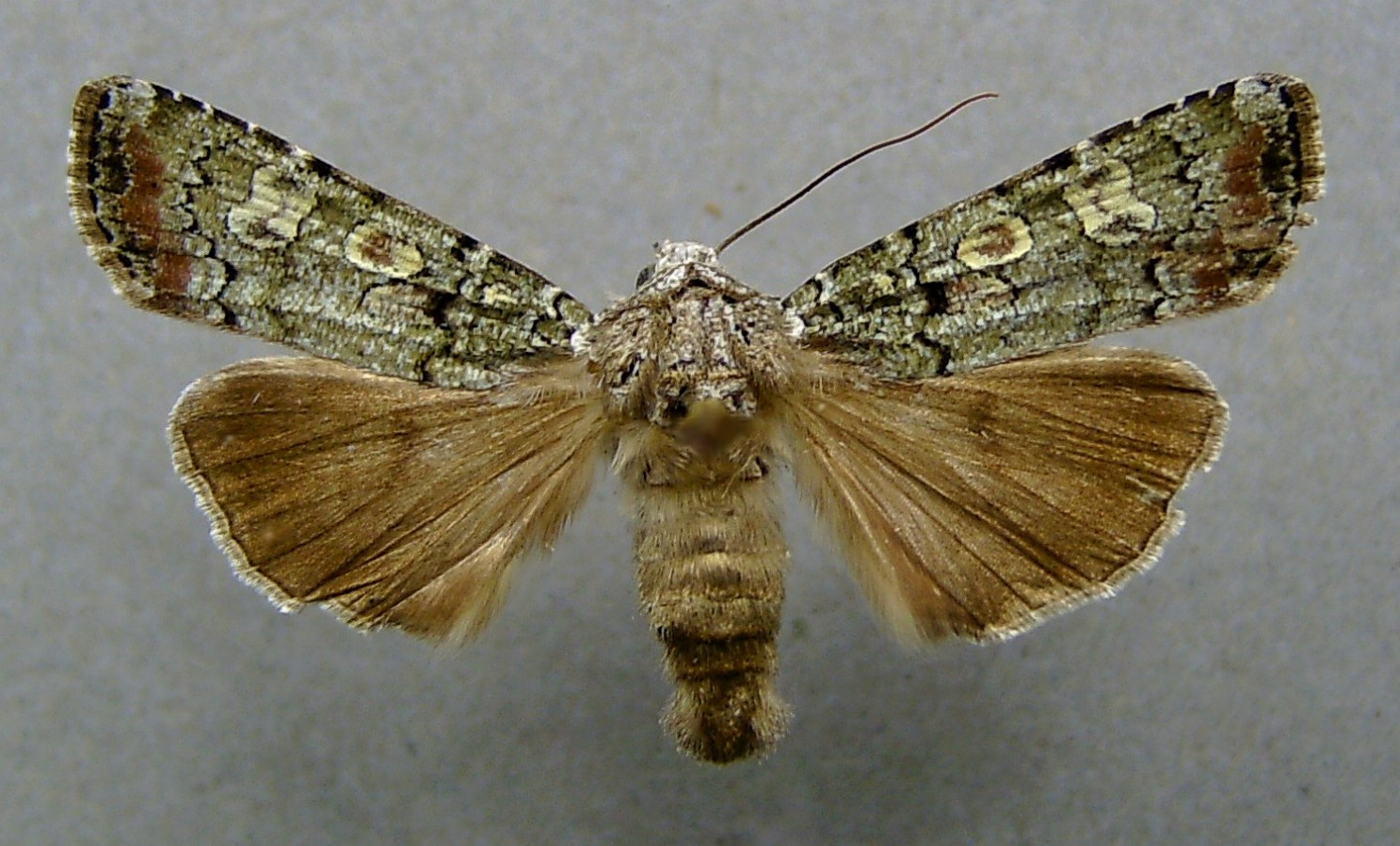